# Viasztök
A viasztök (Benincasa hispida) a tökfélék (Cucurbitaceae) családján belül a Benincasa nemzetségbe tartozó növényfaj.

## Elnevezése
Nevét a fehéres viaszréteggel borított terméséről kapta; fehértöknek is nevezik.

## Előfordulása
Ázsia trópusi vidékein őshonos.

## Megjelenése
Pozsgás kúszónövény. Levelei tojásdad alakúak, szőrösek, válluk szíves. Sárga virágai magánosak, 8–10 cm szélesek. Görögdinnye vagy uborka alakú, szőrös, ehető kabaktermései legfeljebb 40 cm hosszúak, éretten zöld színűek, felületüket pedig fehéres színű viaszréteg borítja. A termésben közel 1 cm hosszú, lapos, fehér magvak találhatók.